# Лонг-Лейк (округ Вошберн, Вісконсин)
Лонг-Лейк (англ. Long Lake) — місто (англ. town) в США, в окрузі Вошберн штату Вісконсин. Населення — 624 особи (2010).

## Демографія
Згідно з переписом 2010 року, у місті мешкали 624 особи в 278 домогосподарствах у складі 194 родин. Було 682 помешкання
Расовий склад населення:
| - 95,8 % — білих - 1,1 % — азіатів - 0,8 % — корінних американців - 0,2 % — чорних або афроамериканців |

До двох чи більше рас належало 2,1 %. Частка іспаномовних становила 0,5 % від усіх жителів.
За віковим діапазоном населення розподілялося таким чином: 15,1 % — особи молодші 18 років, 59,9 % — особи у віці 18—64 років, 25,0 % — особи у віці 65 років та старші. Медіана віку мешканця становила 52,8 року. На 100 осіб жіночої статі у місті припадало 107,3 чоловіків; на 100 жінок у віці від 18 років та старших — 107,8 чоловіків також старших 18 років.
Середній дохід на одне домашнє господарство становив 80 696 доларів США (медіана — 59 792), а середній дохід на одну сім'ю — 94 899 доларів (медіана — 67 857). Медіана доходів становила 51 111 долар для чоловіків та 40 625 доларів для жінок. За межею бідності перебувало 4,7 % осіб, у тому числі 3,9 % дітей у віці до 18 років та 5,5 % осіб у віці 65 років та старших.
Цивільне працевлаштоване населення становило 313 осіб. Основні галузі зайнятості: освіта, охорона здоров'я та соціальна допомога — 29,4 %, будівництво — 12,8 %, виробництво — 8,6 %, сільське господарство, лісництво, риболовля — 8,3 %.